# Francesco Maria Veracini
Francesco Maria Veracini (Firenze, 1690. február 1. – Firenze, 1768. október 31.) olasz zeneszerző és hegedűművész, aki talán hegedűszonáta-sorozatairól a legismertebb. Zeneszerzőként Manfred Bukofzer szerint „egyéni, ha nem is szubjektív stílusának nincs előzménye a barokk zenében, és egyértelműen az egész korszak végét hirdeti”, míg Luigi Torchi állítása szerint „megmentette a 18. század veszélyeztetett zenéjét”. Kortársa, Charles Burney úgy vélte, hogy „bizonyára  szeszélyes volt, de jó alapokra építette csodabogarait, mivel kiváló kontrapunktikus volt”.  A 10875 Veracini aszteroidát róla nevezték el.

## Életpályája
Francesco Maria Veracini 1690. február 1-jén született Firenzében. Agostino Veracini gyógyszerész és temetkezési vállalkozó második és egyetlen életben maradt fiaként. Nagybátyja, Antonio Veracini tanítványa volt, akivel később gyakran koncertezett is. Nagyapja, Francesco (di Niccolò) Veracini, Firenze egyik első hegedűművésze volt, és zeneiskolát működtetett a házban, de betegsége miatt 1708-ban át nem kellett adnia az üzletet legidősebb fiának, Antoniónak. A család emellett festőműhelyt is vezetett, és nagy műgyűjteményt birtokolt, többek között négy Ghirlandaiót, egy Rubens- és egy Carracci-képet, valamint egy tucatnyi más festményt a család három tagjának két generációjából, köztük Francesco harmadik fiának, Benedettónak a műveiből. A festő Niccolò Agostino Veracini Francesco Maria unokatestvére volt.

## Az operái
- Adriano in Siria (1735)
- La clemenza di Tito (1737)
- Partenio (1738)
- Rosalinda (1741)

## Vallási zenei
- 1708 Sara in Egitto, Oratorium
- 1711 Il Trionfo dell’innocenza patrocinata da San Niccolò, Oratórium
- 1711 Missa, egy új apostoli nuncius tiszteletére
- 1715 L’Empietà distrutta nella caduta di Gerico, Oratórium
- 1715 Mosè al Mar Rosso, Oratorium
- 1720 La Caduta del savio nell'idolatria di Salomone Oratórium
- 1739 Te Deum, a firenzei XII. Kelemen pápa megválasztására
- 1744 L’errore di Salomone

## Fordítás
- Ez a szócikk részben vagy egészben  a   Francesco Maria Veracini című német Wikipédia-szócikk fordításán alapul.  Az eredeti cikk szerkesztőit annak laptörténete sorolja fel. Ez a jelzés csupán a megfogalmazás eredetét és a szerzői jogokat jelzi, nem szolgál a cikkben szereplő információk forrásmegjelöléseként.